# جين سورنسن
جين سورنسن (بالإنجليزية: Jen Sorensen)‏ هي رسامة كارتون أمريكية، ولدت في 28 سبتمبر 1974 في لانكستر في الولايات المتحدة.

## وصلات خارجية
- الموقع الرسمي